# Andreas Hartmanni (Rechtswissenschaftler, um 1443)
Andreas Hartmanni (* um 1443 in Eppingen; † 14. Januar 1507) war Kanoniker, Hofrichter und Generalvikar in Straßburg.
Hartmanni entstammte der Juristen- und Ratsherrenfamilie Hartmanni, studierte ab 1459 an der Universität Heidelberg kanonisches und bürgerliches Recht. 1463 absolvierte er das Magisterexamen und wurde 1466 Mitglied des Rats der Artistenfakultät. 1469/70 wurde er zum Dekan der Artistenfakultät gewählt, im zweiten Halbjahr 1474 zum Rektor der Heidelberger Universität. 1476 promovierte er zum Doktor beider Rechte und wurde Hofrichter und Generalvikar in Straßburg. Dort gab er 1478 das Repertorium des Baldus de Perusio heraus. Nach 1500 machte er eine Stiftung von 49 Gulden an die Pfarrkirche Unsere Liebe Frau in Eppingen. Er starb 1507. Im Kreuzgang der Kirche Saint-Pierre-le-Jeune protestant in Straßburg ist sein Epitaph erhalten.